# 前田直登
前田 直登（まえだ なおと、1948年9月23日　-　）は、日本の農林官僚。林野庁長官等を歴任した。退官後は、緑資源機構理事長、国土緑化推進機構副理事長等を務めた。

## 略歴
- 1970年（昭和45年）9月、国家公務員採用上級甲種試験（林学）最終合格
- 1971年（昭和46年）東京大学農学部卒業。
- 1971年7月　農林省に技官として入省。
- 1980年4月　林野庁指導部計画課森林計画官
- 1980年11月　魚梁瀬営林署長
- 1983年4月　林野庁業務部業務課課長補佐(造林班担当)
- 1985年4月　林野庁指導部森林保全課課長補佐(保護企画班担当)
- 1988年4月　福井県農林水産部林務課長
- 1989年4月　福井県農林水産部林政課長
- 1990年8月　林野庁指導部計画課課長補佐(総括)
- 1992年4月　林野庁指導部計画課首席森林計画官
- 1992年8月　林野庁林政部林産課特用林産対策室長
- 林野庁指導部治山課長
- 林野庁業務部経営企画課長
- 1999年（平成11年）8月1日 林野庁指導部長
- 2001年（平成13年）1月6日 林野庁国有林野部長
- 2003年（平成15年）7月1日 林野庁次長
- 2004年（平成16年）1月13日 林野庁長官
- 2006年（平成18年）1月6日 退官
- 2006年（平成18年）8月1日 独立行政法人緑資源機構理事長。
- 2007年（平成19年）9月30日 緑資源機構談合事件により独立行政法人緑資源機構理事長を引責辞任。
- 2018年（平成30年）11月 瑞宝重光章受章。

## 関連人物
- 入沢肇